# Atlantide Pallavolo Brescia 2014-2015
Questa voce raccoglie le informazioni riguardanti l'Atlantide Pallavolo Brescia nelle competizioni ufficiali della stagione 2014-2015.

## Stagione
La stagione 2014-15 è per l'Atlantide Pallavolo Brescia, sponsorizzata dalla Centrale del latte di Brescia e da McDonald's, la prima in Serie A2: la squadra lombarda ha infatti conquistato il diritto di partecipazione al campionato cadetto dopo aver vinto il proprio girone nella Serie B1 2013-14. Confermato come allenatore Roberto Zambonardi, la rosa autrice della promozione viene confermata in blocco: le uniche novità sono le cessioni di Andrea Gelasio e Davide Pellizzon e l'arrivo di Mattia Fondrieschi; qualche altro giocatore viene portato in prima squadra dalle giovanili.
Il campionato inizia con quattro sconfitte consecutive: la prima vittoria, in casa, arriva alla quinta giornata contro la Pallavolo Azzurra Alessano; fanno seguito altri due stop prima di un nuovo successo, per 3-0, contro la Tuscania Volley: il girone di andata si chiude con le ultime tre gare perse ed il penultimo posto in classifica, non utile per qualificarsi alla Coppa Italia di categoria. Il girone di ritorno si apre invece con due successi consecutivi a cui fanno seguito però cinque sconfitte: altre due vittorie si registrano alla diciannovesima e all'ultima giornata; il club di Brescia chiude la regular season al decimo posto in classifica, fuori dalla zona dei play-off promozione.

## Organigramma societario
Area direttiva
- Presidente: Giuseppe Zambonardi
- Segreteria generale: Maria Zambonardi, Roberto Zambonardi
- Amministrazione: Ugo Morandi

Area organizzativa
- Team manager: Sergio Aquino

Area tecnica
- Allenatore: Roberto Zambonardi
- Allenatore in seconda: Federico Papa
- Assistente allenatore: Giorgio Pioselli
- Scout man: Pierpaolo Zamboni

Area comunicazione
- Responsabile comunicazione: Fabrizio Valli
- Speaker: Andrea Anguissola
- Fotografo: Maurizio Paparone

Area makerting
- Logistica: Tarcisio Turla
- Responsabile marketing: Fabrizio Valli

Area sanitaria
- Medico: Gianluigi Moscatelli, Massimo Tacchetti
- Preparatore atletico: Paolo Ayala

## Rosa
| N° | Nome                | Ruolo | Data di nascita   | Nazionalità sportiva |
| -- | ------------------- | ----- | ----------------- | -------------------- |
| 1  | Gianluca Signorelli | C     | 19 luglio 1991    | Italia               |
| 2  | Mattia Fondrieschi  | P     | 26 marzo 1989     | Italia               |
| 3  | Maurizio Montanari  | S     | 25 novembre 1997  | Italia               |
| 4  | Emanuele Rodella    | S     | 1º dicembre 1990  | Italia               |
| 5  | William Maestrelli  | C     | 9 maggio 1981     | Italia               |
| 6  | Paolo Crosatti      | S     | 30 settembre 1983 | Italia               |
| 7  | Pasquale Fusco      | L     | 14 gennaio 1997   | Italia               |
| 9  | Alberto Bellini     | S     | 7 giugno 1987     | Italia               |
| 10 | Massimo Zanardini   | C     | 4 maggio 1997     | Italia               |
| 11 | Emanuele Sorlini    | S/O   | 7 ottobre 1998    | Italia               |
| 12 | Davide Quartarone   | P     | 29 aprile 1986    | Italia               |
| 13 | Nandy Cruz          | C     | 26 dicembre 1996  | Italia               |
| 14 | Matteo Paoletti     | S/O   | 27 maggio 1982    | Italia               |
| 15 | Andrea Agnellini    | C     | 23 marzo 1983     | Italia               |
| 16 | Nicola Straolzini   | P     | 15 gennaio 1973   | Italia               |
| 18 | Enrico Peli         | L     | 12 maggio 1985    | Italia               |

## Mercato
| Acquisti | Acquisti           | Acquisti  | Acquisti   |
| R.       | Nome               | da        | Modalità   |
| -------- | ------------------ | --------- | ---------- |
| C        | Nandy Cruz         | giovanili | definitivo |
| P        | Mattia Fondrieschi | Remedello | definitivo |
| S        | Maurizio Montanari | giovanili | definitivo |
| S/O      | Emanuele Sorlini   | giovanili | definitivo |
| C        | Massimo Zanardini  | giovanili | definitivo |

| Cessioni | Cessioni         | Cessioni             | Cessioni   |
| R.       | Nome             | a                    | Modalità   |
| -------- | ---------------- | -------------------- | ---------- |
| L        | Andrea Gelasio   | Lugano               | definitivo |
| S/O      | Davide Pellizzon | Vallecamonica Sebino | definitivo |

## Risultati

### Serie A2

#### Girone di andata
| 1ª giornata - 19 ottobre 2014 PalaSanFilippo, Brescia       | Atlantide Brescia | 0 - 3 | Tricolore         | 24-26, 23-25, 22-25               |
| 2ª giornata - 26 ottobre 2014 PalaGrotte, Castellana Grotte | Materdomini       | 3 - 2 | Atlantide Brescia | 25-18, 26-24, 22-25, 20-25, 15-13 |
| 3ª giornata - 2 novembre 2014 PalaSanFilippo, Brescia       | Atlantide Brescia | 1 - 3 | Callipo           | 18-25, 26-24, 7-25, 16-25         |
| 4ª giornata - 9 novembre 2014 PalaCorigliano, Corigliano    | Corigliano Volley | 3 - 0 | Atlantide Brescia | 25-22, 28-26, 25-23               |
| 5ª giornata - 17 novembre 2014 PalaSanFilippo, Brescia      | Atlantide Brescia | 3 - 1 | Alessano          | 25-23, 22-25, 25-21, 25-16        |
| 6ª giornata - 23 novembre 2014 PalaSanFilippo, Brescia      | Atlantide Brescia | 2 - 3 | Impavida Ortona   | 25-19, 13-25, 25-17, 21-25, 9-15  |
| 7ª giornata - 30 novembre 2014 PalaPrincipi, Potenza Picena | Potentino         | 3 - 1 | Atlantide Brescia | 25-19, 25-20, 23-25, 25-20        |
| 8ª giornata - 7 dicembre 2014 PalaSanFilippo, Brescia       | Atlantide Brescia | 3 - 0 | Tuscania          | 25-17, 25-20, 25-23               |
| 9ª giornata - 14 dicembre 2014 PalaSassi, Matera            | Matera Bulls      | 3 - 0 | Atlantide Brescia | 25-19, 25-15, 25-18               |
| 10ª giornata - 21 dicembre 2014 PalaSanFilippo, Brescia     | Atlantide Brescia | 0 - 3 | Argos             | 16-25, 19-25, 20-25               |
| 11ª giornata - 26 dicembre 2014 PalaParini, Cantù           | Libertas Brianza  | 3 - 0 | Atlantide Brescia | 25-22, 25-23, 25-18               |

#### Girone di ritorno
| 12ª giornata - 3 gennaio 2015 PalaBigi, Reggio nell'Emilia         | Tricolore         | 2 - 3 | Atlantide Brescia | 22-25, 26-24, 25-21, 22-25, 11-15 |
| 13ª giornata - 11 gennaio 2015 PalaSanFilippo, Brescia             | Atlantide Brescia | 3 - 1 | Materdomini       | 25-21, 25-18, 31-33, 25-20        |
| 14ª giornata - 18 gennaio 2015 PalaValentia, Vibo Valentia         | Callipo           | 3 - 0 | Atlantide Brescia | 25-16, 25-17, 25-21               |
| 15ª giornata - 24 gennaio 2015 PalaSanFilippo, Brescia             | Atlantide Brescia | 2 - 3 | Corigliano Volley | 25-21, 18-25, 25-20, 10-25, 12-15 |
| 16ª giornata - 1º febbraio 2015 Palazzetto dello Sport, Tricase    | Alessano          | 3 - 0 | Atlantide Brescia | 25-19, 25-15, 25-15               |
| 17ª giornata - 15 febbraio 2015 Palasport Comunale, Ortona         | Impavida Ortona   | 3 - 0 | Atlantide Brescia | 25-20, 25-23, 25-22               |
| 18ª giornata - 22 febbraio 2015 PalaSanFilippo, Brescia            | Atlantide Brescia | 1 - 3 | Potentino         | 26-24, 19-25, 18-25, 15-25        |
| 19ª giornata - 1º marzo 2015 Palazzetto dello Sport, Montefiascone | Tuscania          | 2 - 3 | Atlantide Brescia | 25-18, 22-25, 27-25, 18-25, 7-15  |
| 20ª giornata - 8 marzo 2015 PalaSanFilippo, Brescia                | Atlantide Brescia | 1 - 3 | Matera Bulls      | 20-25, 22-25, 25-23, 19-25        |
| 21ª giornata - 15 marzo 2015 PalaPolsinelli, Sora                  | Argos             | 3 - 1 | Atlantide Brescia | 25-21, 25-19, 18-25, 25-17        |
| 22ª giornata - 22 marzo 2015 PalaSanFilippo, Brescia               | Atlantide Brescia | 3 - 1 | Libertas Brianza  | 23-25, 25-19, 25-17, 25-21        |

## Statistiche

### Statistiche di squadra
| Competizione | Punti | In casa | In casa | In casa | In trasferta | In trasferta | In trasferta | Totale | Totale | Totale |
| Competizione | Punti | G       | V       | P       | G            | V            | P            | G      | V      | P      |
| ------------ | ----- | ------- | ------- | ------- | ------------ | ------------ | ------------ | ------ | ------ | ------ |
| Serie A2     | 19    | 11      | 4       | 7       | 11           | 2            | 9            | 22     | 6      | 16     |
| Totale       | -     | 11      | 4       | 7       | 11           | 2            | 9            | 22     | 6      | 16     |

G = partite giocate; V = partite vinte; P = partite perse

### Statistiche dei giocatori
| Giocatore      | Serie A2 | Serie A2 | Serie A2 | Serie A2 | Serie A2 | Totale | Totale | Totale | Totale | Totale |
| Giocatore      | P        | PT       | AV       | MV       | BV       | P      | PT     | AV     | MV     | BV     |
| -------------- | -------- | -------- | -------- | -------- | -------- | ------ | ------ | ------ | ------ | ------ |
| A. Agnellini   | 21       | 111      | 65       | 40       | 6        | 21     | 111    | 65     | 40     | 6      |
| A. Bellini     | 22       | 242      | 207      | 23       | 12       | 22     | 242    | 207    | 23     | 12     |
| P. Crosatti    | 22       | 10       | 8        | 1        | 1        | 22     | 10     | 8      | 1      | 1      |
| N. Cruz        | 0        | 0        | 0        | 0        | 0        | 0      | 0      | 0      | 0      | 0      |
| M. Fondrieschi | 16       | 1        | 0        | 0        | 1        | 16     | 1      | 0      | 0      | 1      |
| P. Fusco       | 3        | -        | -        | -        | -        | 3      | -      | -      | -      | -      |
| W. Maestrelli  | 14       | 12       | 8        | 2        | 2        | 14     | 12     | 8      | 2      | 2      |
| M. Montanari   | 1        | 0        | 0        | 0        | 0        | 1      | 0      | 0      | 0      | 0      |
| M. Paoletti    | 22       | 456      | 409      | 35       | 12       | 22     | 456    | 409    | 35     | 12     |
| E. Peli        | 22       | -        | -        | -        | -        | 22     | -      | -      | -      | -      |
| D. Quartarone  | 22       | 44       | 27       | 9        | 8        | 22     | 44     | 27     | 9      | 8      |
| E. Rodella     | 22       | 205      | 181      | 16       | 8        | 22     | 205    | 181    | 16     | 8      |
| G. Signorelli  | 22       | 157      | 101      | 47       | 9        | 22     | 157    | 101    | 47     | 9      |
| E. Sorlini     | 4        | -        | -        | -        | -        | 4      | -      | -      | -      | -      |
| N. Straolzini  | 0        | 0        | 0        | 0        | 0        | 0      | 0      | 0      | 0      | 0      |
| M. Zanardini   | 0        | 0        | 0        | 0        | 0        | 0      | 0      | 0      | 0      | 0      |

P = presenze; PT = punti totali; AV = attacchi vincenti; MV = muri vincenti; BV = battute vincenti